# Bryolymnia bicon
Bryolymnia bicon är en fjärilsart som beskrevs av Druce 1889. Bryolymnia bicon ingår i släktet Bryolymnia och familjen nattflyn. Inga underarter finns listade i Catalogue of Life.